# ダッジ・バイパー GTS-R
ダッジ・バイパー GTS-R（Dodge Viper GTS-R）は、ダッジ・バイパーをベースに開発されたレーシングカーである。
1995年にアメリカのクライスラー、フランスのオレカ、イギリスのレイナードと共同で開発され、同年のペブルビーチコンクールで正式発表。その歴史の中で、数々のチャンピオンシップやレースで勝利を収めてきた。
なお、ダッジ名義でエントリーしていたのは北米のみで、それ以外の地域ではクライスラー・バイパー GTS-R（Chrysler Viper GTS-R）としてエントリーしていた。

## 開発
バイパーのレース活動は発売から間もない1990年代初頭、オープントップモデルのRT/10をベースにプライベーターが開発したレーシングマシンに端を発する。北米やヨーロッパにおけるツーリングカーレースへの投入を目指していたが、オープントップのボディはクーペボディと比較して剛性で大きく劣っており、開発資金も不足していたため満足な改良ができず、この試みは失敗に終わった。
そのような中、1995年に行われたマイナーチェンジにおいてクーペボディを持つGTSが追加される。このGTSはバイパーが苦戦していたヨーロッパでの販売を増強すべく、ダッジの親会社であるクライスラーが主体となって進められていたレーシングプログラムに基づいて開発されたもので、レーシングカーとロードカーの双方の要素を互いに取り入れ、さらなる改良を可能としていた。
また、北米に留まらずヨーロッパのサーキットにも適応したマシンを開発するため、外部組織からの支援を受ける事も決定。1991年のル・マン24時間レースでマツダ・787Bを優勝に導き、スポーツカーレースで長年の経験を持つフランスのレーシングチームであるオレカと契約を締結した。オレカはレーシングカーの製造やメンテナンスのほか、ヨーロッパにおけるクライスラーのワークスチームの運営も委託されていた。
エンジンは市販モデルのものをベースに、軽量化と耐久性の向上に重きを置いて改良され、パワーアップのためにインテークも再設計されていた。レギュレーションで自然吸気エンジン車の排気量が8000 ccまでと定められていたため、バイパーの7998 ccという排気量はコンペティションに最適だった。なお、シャシなどの基本コンポーネントはイギリスのエンジニアリング会社であるレイナードから発送されていた。
エクステリアではGTSのボディワークを引き継ぎつつ、空力性能を高めるためにリアウィング、リアディフューザー、フロントスプリッターなどのエアロパーツが追加され、初期のマシンでは夜間の視認性を高めるためにフォグランプも装着されていた。ただしエキゾーストはGTSとは異なり、RT/10と同様のサイドマフラーとされた。他、ボンネットにはエンジン冷却のためのスクープを、ルーフとリアフェンダーにはエアダクトをそれぞれ追加した。
GTS-Rは2005年までに57台が製造された（うち5台はプロトタイプ）。そのうちワークスチームによって使用されたのはごく一部で、多くはプライベーターに販売され使用されていた。

### 名称について
市販車は主にダッジ・バイパーとして知られているが、バイパーはヨーロッパではクライスラーブランドから販売されており、GTS-Rもヨーロッパで製造された関係で、多くのレースではクライスラー・バイパー GTS-Rとしてエントリーしていた。ただし、北米地域のレースに限ってはダッジ・バイパー GTS-Rとしてエントリーしており、マシン名は地域によって異なる。なお、車体にはクライスラーとダッジのどちらのバッジも付いておらず、ボンネットの側面に「VIPER GTS-R」とのみ表記されていた。

## レース戦績
1996年にデビューした2つのレーシングチームは、競争のためにクライスラー・バイパーGTS-Rを別々に開発した。カナスカサウスウィンドは、IMSA GT選手権のGTS-1クラスに参戦し、1996年デイトナ24時間レースで総合29位でフィニッシュした。またチームは続くセブリング12時間レースで総合12位でフィニッシュし順位をあげた。バイパー・チーム オレカもル・マン24時間レースから参戦を始めた。
両チームはそれぞれ2台のエントリーで1996年ルマン24時間レースにLMGT1クラスで出場した。4台のうち3台は完走し、最高位総合10位で結果を出した。その後、2チームはそれぞれのシリーズに戻り、バイパー・チームオレカは、BPRグローバルGTシリーズのレースで、ブランズハッチで8位、スパで9位、ノガロで6位を獲得してた。カナスカサウスウィンドは、モスポートでクラス2位、総合6位でシーズンを締めくくった。
1997年、カナスカサウスウィンドチームはバイパーでの参戦を終了した。これで、バイパーはオレカがデイトナ24時間レースで唯一のエントリーとなり、総合15位でフィニッシュし、IMSA GTのバイパーの唯一の参戦となった。デイトナの後、チームはヨーロッパに戻り、BPRシリーズに取って代わったFIA GT選手権に参戦した。チームはGT1クラスに参加していた、ポルシェとメルセデスベンツが強力な為、彼らのいないGT2クラスに切り替えると同時に、カスタマーチームのチェンバレン エンジニアリングチームが加わった。オレカは初戦、ロックレーシング ポルシェ・911GT2を抑え、クラス1-2位フィニッシュでシーズンをスタートし、11レースで通算7勝を挙げ、GT2クラスのドライバー、チームのダブルタイトルを獲得した。チームオレカは3台のマシンで1997年ルマン24時間に参戦、LMGT2クラス5位、総合14位でフィニッシュした。別のカスタマーであるチームタイサンのバイパーは全日本GT選手権のGT500に出場し、2戦出場し、最高位は8位だった。
1998年、チームオレカはFIA GT選手権で10レース中、1戦を除き9勝を挙げタイトルを獲得した。ルマン24時間レースでは、初のLMGT2クラス優勝を収め、総合11位でフィニッシュした。プライベーターのチェンバレンはFIA GTで数ポイントを獲得し、デイトナ24時間では総合14位でフィニッシュした。
1999年、オレカの取り組みはさらに拡大し、チームは2つのチャンピオンシップに参戦。新たに始まるアメリカンルマンシリーズに2台と、FIA GT選手権ではさらに2チーム、計4チームで参戦した。 FIA GTでは、GT1クラスが廃止されたこの年、GTクラス1つになり、バイパーは再びシリーズを席巻し、チームオレカが9勝を上げドライバーズ、チームのダブル優勝した。ポールベルモンドレーシングが1勝を挙げた。チェンバレンはチームを改善してチャンピオンシップ2位に終わり、GLPKカースポーツは4番目のバイパーのカスタマーチームだった。ALMSでも、GTSクラスでチームオレカは、6連勝を上げ、チームチャンピオンシップも獲得した。そしてオレカは、ルマン24時間レースでLMGTSクラスで2連勝を達成し、その他出場したバイパーもクラス上位6位でフィニッシュした。ニュルブルクリンク24時間レースでは、ザクスピードのバイパーGTS-Rが総合優勝した。

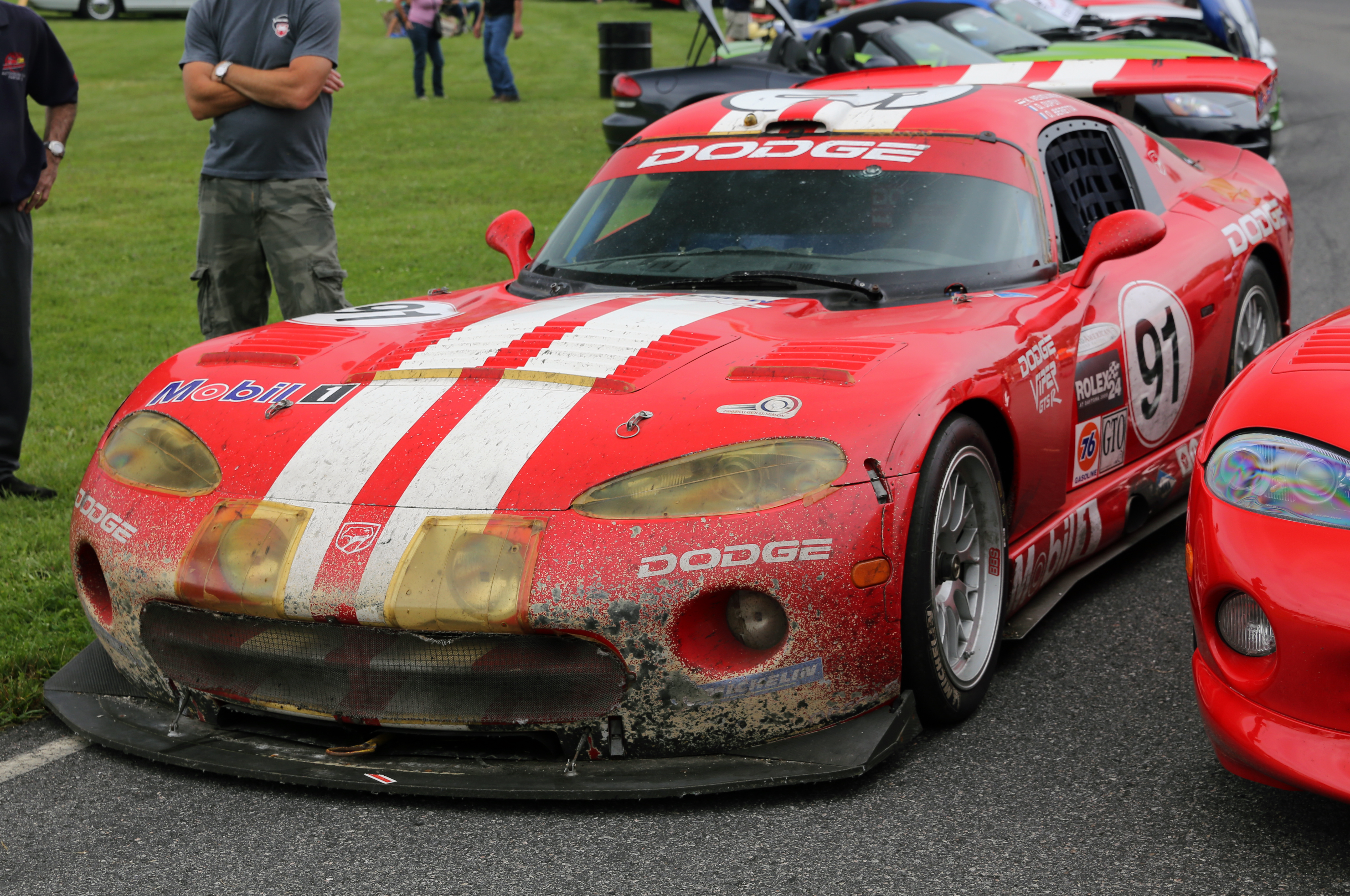
2000年デイトナ24時間優勝車、ダッジ・バイパーGTS-R

2000年、オレカは北米に集中することを選択し、FIA GT選手権はプライベーターに任せた。チームは、デイトナ24時間での開幕戦、シボレー・コルベットのファクトリーチームをわずかに上回り、デイトナ24時間レースで総合優勝した。オレカはアメリカンルマンシリーズでGTSクラス10勝し、再びチームチャンピオンシップを獲得した。オレカはまた、ル・マン24時間レースでコルベットを上回り、LMGTSクラス1位、総合7位で3連覇を達成した。FIA GT選手権では、ポール・ベルモンドレーシングとカースポーツ・ホランドチームが走り、計6レースで勝利したが、リスターストームが5勝を上げ、2チームはチャンピオンシップでGTクラス2位と3位になった。
2001年、クライスラーはパートナーのオレカとともに、ルマン・プロトタイプでの参戦のみに専念することを決定し、バイパーでの参戦を終了した。アメリカンルマンシリーズでは、アメリカン・バイプレーシングが参戦、しかし勝利を収めることはなく、チャンピオンシップ3位だった。しかし、FIA GT選手権は、8チームがバイパーで参戦。ラルブル・コンペティションは4戦で（スパ24時間レースを含む）で優勝してダブルタイトルを獲得し、カースポーツ・ホランドは2レースで優勝して2位を獲得した。ザクスピードはニュルブルクリンク24時間で2度目の優勝を果たした。しかし、ルマン24時間レースではファクトリーチームのコルベットレーシングがクラス優勝し、バイパーは完走が1台だけだった。
2002年、ラルブルコンペティションはFIA GT選手権チャンピオンシップを防衛したが、シーズン1勝だった。カースポーツホランドとポールベルモンドも勝利を収めたが、新規参戦したフェラーリ・550マラネロは4勝を上げ今後の可能性を示した。ザクスピードはニュルブルクリンク24時間で連覇を果たした。ルマン24時間レースでは、オレカが支援し参戦したバイパーが、2台のファクトリーコルベットから数周遅れたものの、LMGTSクラス3位でフィニッシュした。

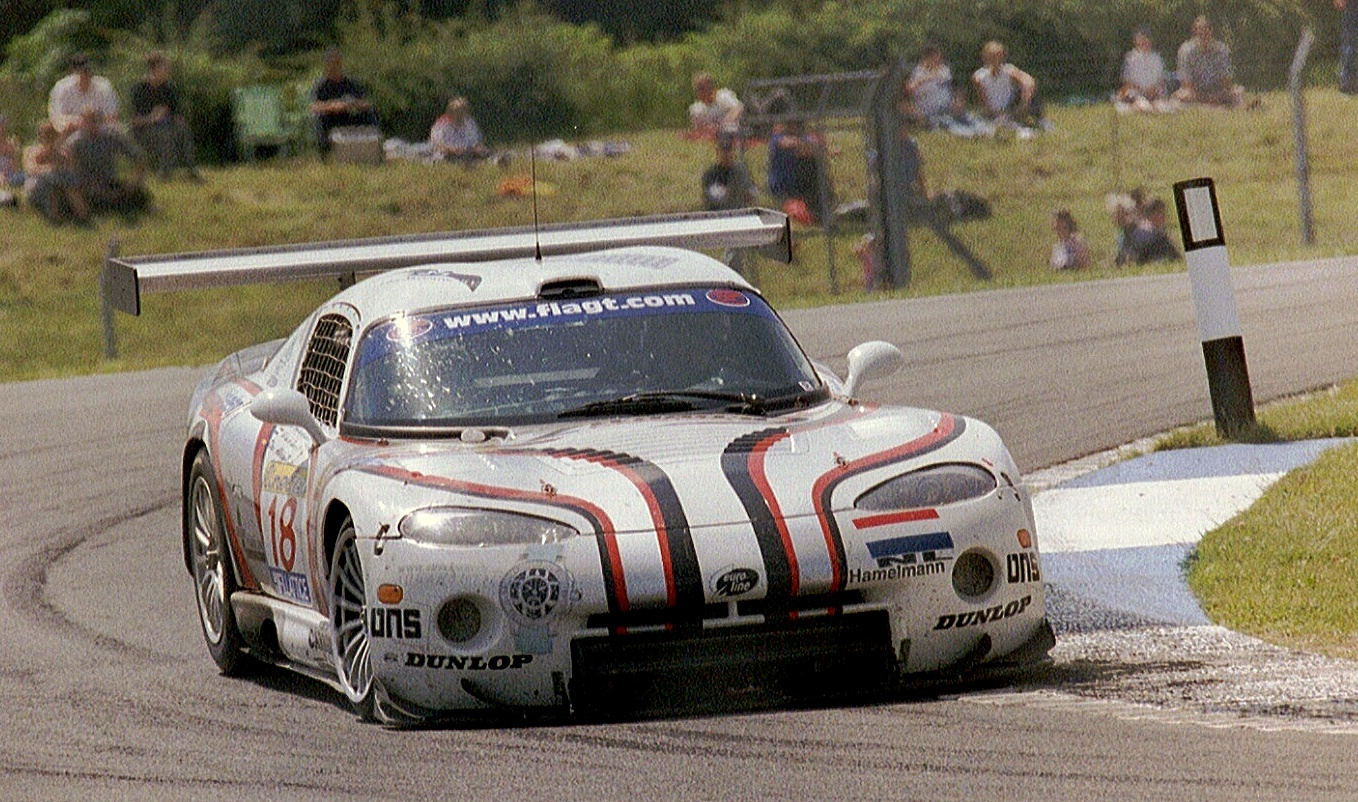
2003年FIAGT選手権、ドニントンパーク、ツワーンズ・レーシング、クライスラー・バイパーGTS-R

2003年、プロドライブ製のフェラーリ・555マラネロが強さを発揮。バイパーはFIA GT選手権でラルブルコンペティションのチャンピオンシップ7位が最高になった。JGTCではチームタイサンのバイパーが、第4戦富士スピードウェイでGT300クラスで初勝利を手にした。そしてルマン24時間レースに参戦、ラルブルがクラス4位でフィニッシュした。ALMSでは、カースポーツ・アメリカがGTSクラス4位だった。

2004年、バイパーGTS-Rは段階的に参戦が廃止され始めた。ツワーンズレーシングだけが、FIA GT選手権のフルシーズンに参戦し、チャンピオンシップで9位だった。ALMSでは、カースポーツ・アメリカがGTSクラスランキング3位だった。

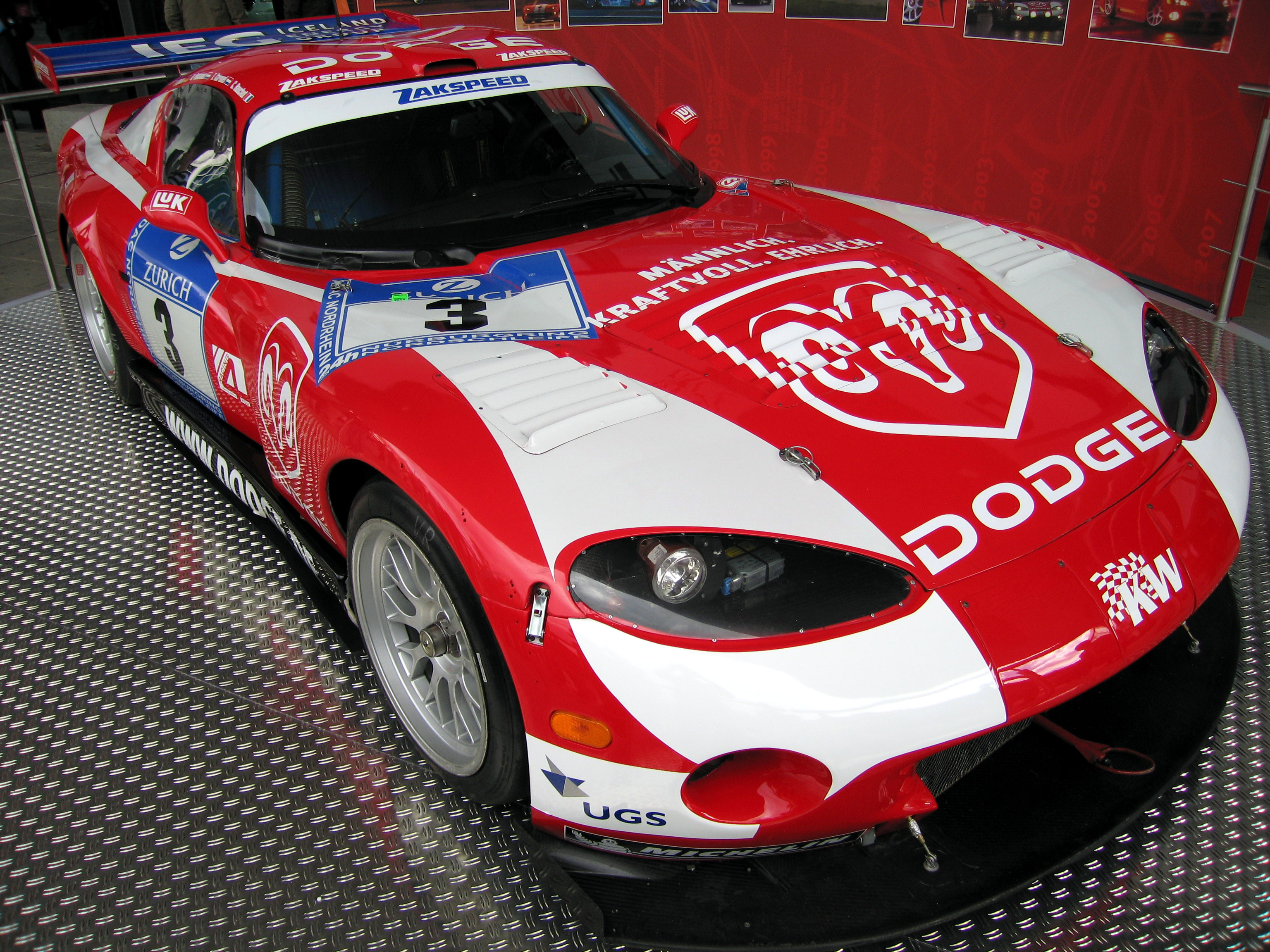
2007年ニュルブルクリンク24時間レースのザクスピードのバイパーGTS-R、新たにヨーロッパでのダッジブランドの宣伝を兼ねている

2005年、FIA GT選手権のバイパー参戦はスパ24時間レースのみで12位だった。ALMSでは、カースポーツ・アメリカがGT1クラスランキング3位だった。
2006年、バイパーGTS-RはフランスGTとイタリアGTで参戦したが、勝利は減少し続けた。
2007年、ダッジ・バイパーGTSのボディスタイルが5年前モデルチェンジしたため、バイパーGTS-Rのホモロゲーションは終了した。
2008年、1999年のオレカの仕様に完全に復元されたバイパーGTS-Rがグッドウッドフェスティバルオブスピードに招待され、1999年ルマン24時間のドライバーであるジャスティンベルがその時のカラーリングのマシンで運転した。
2010年、グッドウッドフェスティバルオブスピードに再び参加し、デイトナ24時間レース総合優勝10周年を祝った。

## 実績
1996年のレースデビュー以来、バイパー・GTS-Rは、多くのシリーズチャンピオンだけでなく、総合優勝またはクラス優勝を達成した。これは、バイパーGTS-Rの注目すべき勝利したレースの表。
| 勝利したレース | 勝利したレース                    | 勝利したレース                       |
| タイプ         | イベント                          | 年                                   |
| -------------- | --------------------------------- | ------------------------------------ |
| 総合優勝       | ニュルブルクリンク24時間          | 1999、2001、2002                     |
| 総合優勝       | デイトナ24時間レース              | 2000年                               |
| 総合優勝       | スパ24時間                        | 2001、2002                           |
| クラス優勝     | ル・マン24時間レース              | 1998 、 1999 、 2000                 |
| クラス優勝     | セブリング12時間レース            | 2000年                               |
| クラス優勝     | プチ・ル・マン                    | 1999年                               |
| クラス優勝     | 富士1000km                        | 1999年                               |
| クラス優勝     | ミルミルハスブラジレイラス        | 2004年                               |
| クラス優勝     | ニュルブルクリンク24時間          | 2005、2006、2007                     |
| シリーズ優勝   | FIA GT選手権                      | 1997 、 1998 、 1999 、 2001 、 2002 |
| シリーズ優勝   | アメリカンルマンシリーズ          | 1999年、 2000年                      |
| シリーズ優勝   | FFSAGTチャンピオンシップ          | 2001、2003、2004、2005               |
| シリーズ優勝   | ベルギーGTチャンピオンシップ      | 2001、2002、2003、2004、2009         |
| シリーズ優勝   | イタリアGT選手権                  | 2003、2004                           |
| シリーズ優勝   | スウェーデンGTRチャンピオンシップ | 2001、2002、2003                     |
| シリーズ優勝   | VLNチャンピオンシップ             | 1999年                               |
| シリーズ優勝   | ユーロGTシリーズ                  | 2003年                               |

## 後継車

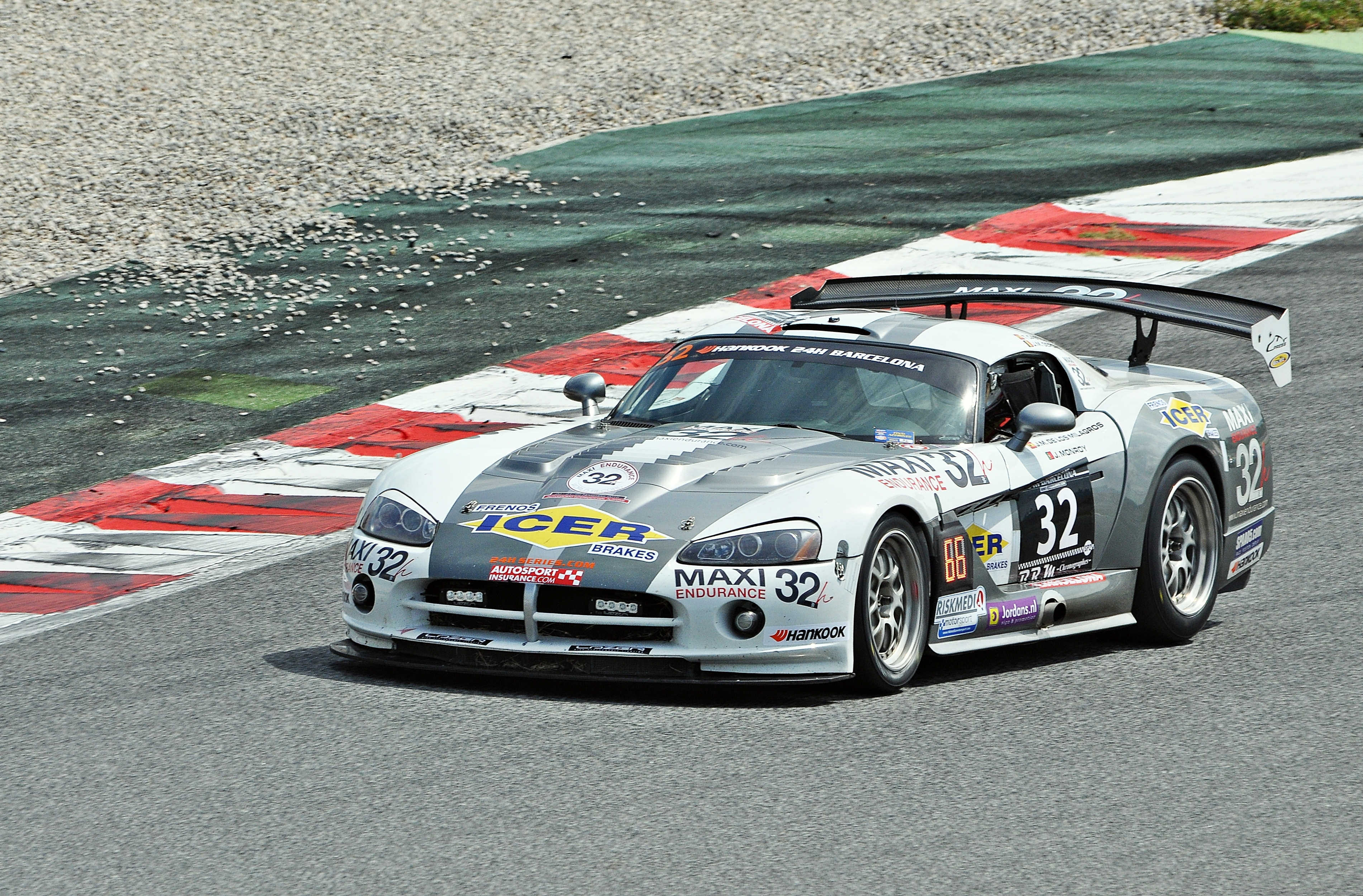
ダッジ・バイパー コンペティションクーペ GT3

ダッジが2001年にファクトリーのレースプログラムを終了し、2002年にバイパーのモデルチェンジが行われた後、第1世代のGTS-Rは廃止された。その後、第2世代のダッジ・バイパー コンペティションクーペとして知られるレーシングカーを、希望するカスタマーに販売した。これらの車両は後に設立されたFIA GT3規定に適合し、さまざまなシリーズで使用できるようになった。オレカはバイパーコンペティションクーペプログラムを実行し、マシンをグループGT2でレースできるように、さらに変更を加えた。プライベートチームはこれらの車を使用してシリーズを競い、ヨーロッパのレーシングボックスはインターナショナルGTオープン、ウッドハウスパフォーマンス、プライムタイムレースグループはアメリカンルマンシリーズに参戦した。

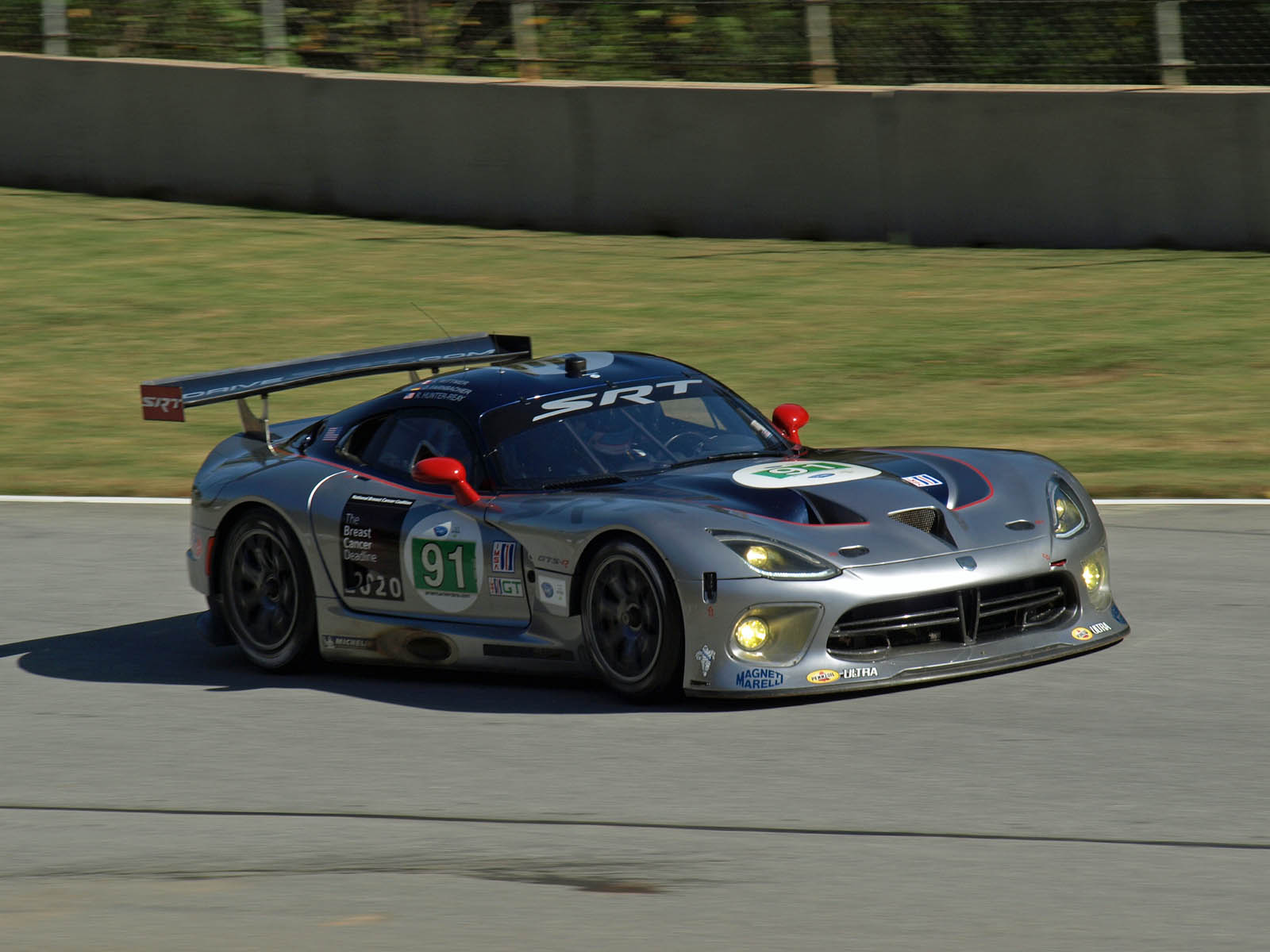
2012年プチ・ルマン、SRT・バイパー GTS-R

2012年、第3世代バイパーの発表と同時に、クライスラーはSRT・バイパー GTS-Rで、LM- GTEマシンとしてアメリカンルマンシリーズに参戦した。マシンは、SRTモータースポーツとライリー・テクノロジーズによって設計、製造された。
2013年、ALMSでは2台のGTS-RはGTクラスでチームランキング3位に終わった。この年のル・マン24時間レースにも参戦、クラス8位、総合24位だった。
2014年、ユナイテッドスポーツカー選手権の開幕戦、デイトナ24時間でクラス3位と6位を獲得。その後GTLMクラスのドライバー、チームのダブルタイトルを獲得した。シーズンの終了後、クライスラーはファクトリー活動を再び終了した。しかし、プライベートチームには、GT3-036として公認されたFIA GT3マシンである、SRT・バイパー GT3-Rが2013年にリリースされた。  